# Туида
Туида е ранновизантийска средновековна крепост, чиито останки са разположени на хълма Хисарлъка в североизточната част на Сливен, от който се открива неповторима гледка към величествените Сини камъни и към самия град (хълмът се намира до кв. Ново село). Тя е част от укрепителната старопланинска система, която имала изключително важна роля за отбраната на Римската империя, по-късно и на ранната Византийска империя, както и на средновековна България.

## История
От 1982 г. започват редовни археологически разкопки, провеждани от Историческия музей в Сливен и АИМ при БАН. Събраните данни дават представа за историческото развитие на местността и разкриват голямото ѝ значение.
Първоначално са открити останки от селище от късножелязната епоха (VI – I век пр. Хр.), което през следващите столетия на римската и късноантичната епоха се превръща в тържището Туида. Началото на този нов етап от обитаването на Хисарлъка (II–IV в.) е възможно да се определи от първите писмени източници за наименованието на тогавашното селище – Туида/Суида/Цоида. Предположенията са, че там е възникнало тракийско селище през III в. сл. Хр. Името най-вероятно е тракийско, но с неясна етимология. Селище, разположено в тази местност, се споменава и от Хиерокъл, който го определя като един от четирите града в източноримската провинция Хемимонтус (създадена като част от диоцеза Тракия при Диоклециан), освен столицата ѝ Адрианопол, а също така и от Прокопий Кесарийски в „За строежите“. За нуждите на този град е построен и римският път от Анхиало по горното течение на Тунджа до Сердика на запад.
При разкопки са намерени оригинални архитектурни паметници – крепостните стени, ъгловите кули, северната и южна порти, основите на жилищни, стопански и военни помещения , останки от славянски жилища, два епиграфски мраморни постамента, посветени на боговете Аполон и Зевс, чрез които се установява името на твърдината като Туида или Суида. Те дават възможност също да се определи местонахождението на ранно-византийската крепост Цоида при Сливен, позната в писмените извори.
В намерен надпис от началото на III в. селището е наречено „тържище“ и най-вероятно е спадало към територията на Августа Траяна, (днешна Стара Загора). Добрите икономически възможности на селището са видни и от светилището на Зевс и Аполон. След преместването на столицата на Римската империя в Константинопол селището е укрепено, като е издигната крепост върху хълма. Използваната техника е opus incertum mixtum – с три редови тухлени пояси и пристенни стълбове, които са завършвали с тухлени арки. Селището е имало и таен проход към реката на запад. Крепостта избягва нашествието на готите през 378 г., но е разрушена при набезите на хуните през V век. Възобновена е по време на император Анастасий I (491 – 518), като новата крепост запазва плана на старата, но е значително по-укрепена. Тухлените пояси вече са пет редови, добавени са и каменни стълбища на източната и южна стена. Започнат е строежът и на допълнителна защитна стена на 1,80 метра външно от основната.
Изключителна научна стойност има откритият в източната част на крепостта култов комплекс (от средата на IV в.), състоящ се от трикорабна едноапсидна базилика (за която се предполага, че е била разрушена от хуните и възстановена по времето на Юстиниан I.) с внушителни размери и уникалният шестконхален баптистерий с писцина, който бил богато украсен със стенопис и мозайка. Стратиграфията на паметника и богатите находки дават основание началото на крепостта да бъде отнесено към средата на IV в., като нейната история продължава до XIII в.
По-голяма базилика е била построена южно от крепостта, което свидетелства, че селището не се е ограничавало само до територията на укреплението (около 40 дка), а се простира и в околната местност. От „Списъкът на Епифан“ става ясно, че градът Туида/Цоида е седалище на епископ, подчинен на Адрианополската митрополия. С последното е свързан и любопитният факт, че до това време епископско седалище е бил по-големият и богат град Кабиле (между днешните Сливен и Ямбол). През IV век най-вероятно заради близостта на двата града, които са в различни провинции, Кабиле е напуснат, а населението му преместено в Диоспол (днешен Ямбол). Седалището на епископа обаче по неизвестни причини е преместено в Туида. Туида/Цоида престава да съществува около 598 – 599 г., когато отново е разрушен, най-вероятно от авари и славяни. Съществува хипотеза, че това е станало като част от голяма битка между аварите и византийския генерал Коменциус.
Районът на Сливен влиза в пределите на Първата българска държава около 705 г., като част от заселената със славяни област Загоре, дадена на Тервел според договора му с византийския император Юстиниан II Ринотмет. На мястото на Туида възниква старобългарско селище, чието име е неизвестно. Началото му не е датирано, но е преди 870 г., от когато датира намерен оловен печат на княз Борис-Михаил. Българите ремонтират крепостните стени, дори водопровода при северната порта. Строят се нови сгради във вътрешността, някои от които са облицовани с мраморни плочи, изработени в каменоделски ателиета в Преслав. От този период са открити няколко тухли с гравиран върху тях прабългарския знак Ипсилон, фланкиран с две хасти.

## Находки
Научна ценност са откритият печат на княз Борис I, колективната находка от железни оръдия на труда, богатата керамика, костените предмети и накити, значителният брой монети.
След известно прекъсване, археологическите разкопки на крепостта започват отново през 2004 г. Целта им е окончателното проучване и консервация на архитектурно-археологическите паметници, експонирането на крепостта с оглед на превръщането ѝ в една от забележителните туристически атракции на града. 

Археозоологичното проучване доставя данни за 14 вида диви и домашни птици, чиито костни останки са намерени в селището. Най-голям интерес представлява намирането на кости от крайно редките ястребов орел (Aquila fasciata) и глухар (Tetrao urogallus), както и на изчезналите в страната голяма дропла (Otis tasrda) и колхидски фазан (Phasianus colchicus).